# Петрівка (Зачепилівська селищна громада)
Петрівка (до 17 лютого 2016 року — Петрі́вське) — село в Україні, у Зачепилівській селищній громаді Берестинського району Харківської області. Населення становить 114 осіб. До 2020 року орган місцевого самоврядування — Новомажарівська сільська рада.

## Географія
Село Петрівка розташована за 142 км від обласного центру та 38 км від районного центру. На відстані 2 км розташовані найближчі сусідні села: Вишневе та Дудівка. За 2 км від села пролягає автошлях міжнародного значення М18E105.

## Історія
Село засноване 1675 року під первинною назвою Петрівка.
У 1928 році радянською владою  перейменоване на село Петрівське.
З 8 грудня 1966 року село перебувало у складі Зачепилівського району.
18 лютого 2016 року, під час декомунізації, Постановою Верховної Ради України № 984-VIII відновлена історична назва села — Петрівка.
17 липня 2020 року, в результаті адміністративно-територіальної реформи та ліквідації Зачепилівського району, село увійшло до складу новоутвореного Красноградського (Берестинського) району.

## Населення
Відповідно з переписом УРСР 1989 року чисельність наявного населення села становила 116 осіб, з яких 45 чоловіків та 71 жінка.
За переписом населення України 2001 року в селі мешкало 113 осіб.

### Мова
Розподіл населення за рідною мовою за даними перепису 2001 року:
| Мова       | Відсоток |
| ---------- | -------- |
| українська | 89,47 %  |
| російська  | 8,77 %   |
| білоруська | 1,75 %   |

## Економіка
- Молочно-товарна ферма.